# Margherita di Brabante (contessa di Fiandra)
Margherita di Brabante (9 febbraio 1323 – Château-Regnault, 27 aprile 1380) fu contessa consorte di Fiandra, di Nevers e di Rethel, dal 1347 alla sua morte.

## Origine
Secondo il Trophees tant sacres que profanes de la duché de Brabant ..., Volume 1, Margherita era la figlia secondogenita del duca di Lorena e del Brabante e duca di Limburgo, Giovanni III di Brabante e della moglie, Maria d'Évreux, che era figlia di Luigi conte d'Évreux e della moglie, Margherita d'Artois, come ci viene confermato dal Continuatio Chronici Guillelmi de Nangiaco, figlia dell'erede della contea d'Artois, Filippo d'Artois e di Bianca di Bretagna.
Secondo la Genealogia Ducum Brabantiæ Ampliata, Giovanni III di Brabante era L'unico figlio legittimo del duca di Lorena e del Brabante e duca di Limburgo, Giovanni II di Brabante e della moglie, Margherita d'Inghilterra, che, secondo il Florentii Wigornensis Monachi Chronicon, Continuatio, era la (dodicesima) figlia del re d'Inghilterra e duca d'Aquitania, Edoardo I e di Eleonora di Castiglia, figlia secondogenita del re di Castiglia e León, Ferdinando III il Santo e di Giovanna di Dammartin, figlia di Simone de Dammartin, conte d'Aumâle e di Maria, Contessa di Ponthieu (contea nel dipartimento della Somme le cui città principali erano Abbeville e Montreuil-sur-Mer).

## Biografia
Nel 1334, suo padre, Giovanni III era in guerra, contro Luigi I di Fiandra, riguardo al controllo di Mechelen, e secondo la Chronologia Johannes de Beke la pace fu negoziata, in quello stesso anno, dopo che la guerra era durata oltre due anni, anche per merito del Conte di Hainaut e conte d'Olanda e di Zelanda Guglielmo I di Hainaut; ancora secondo la Chronologia Johannes de Beke sua sorella, Giovanna, in quello stesso anno, fu data in moglie al figlio di Guglielmo I di Hainaut, anche lui di nome Guglielmo.
Margherita, nel 1340 fu fidanzata a Edoardo, figlio del re d'Inghilterra, Edoardo III, ma la trattativa fu interrotta, anche per il cambio di alleanza di suo padre Giovanni III, che, durante la Guerra dei cent'anni, si riavvicinava al regno di Francia, sino ad arrivare agli accordi di Saint-Quentin del giugno 1347, che videro passare definitivamente il Brabante nell'orbita francese.
Margherita, dopo che il suo matrimonio era stato concordato, nel 1346, il 6 giugno del 1347, sposò il conte di Fiandra, di Nevers e di Rethel, Luigi II di Male, che, secondo il Iohannis de Thilrode Chronicon, dal Conte di Nevers, Conte di Rethel, Signore di Mechelen e Conte di Fiandra, Luigi I di Crécy (1304-1346), e da Margherita di Francia (1309-1382), che, come riportato dalla Continuatio Chronici Guillelmi de Nangiaco, era la figlia secondogenita del re di Francia e Re di Navarra, Filippo V il Lungo, e della Signora di Salins, contessa di Borgogna, Contessa di Chalon e Contessa d'Artois, Giovanna II.
Giovanni III morì il 5 dicembre 1355, come ci conferma anche la Chronique des ducs de Brabant, Volume 2, ed, essendo già morti i tre figli maschi, dopo aver raccomandato agli stati generali del Brabante di servire fedelmente la sua erede, la figlia primogenita, Giovanna ed il marito, il Duca di Lussemburgo, Venceslao I, fratellastro dell'imperatore, Carlo IV. Giovanna, essendo la primogenita, succedette al padre. Il 3 gennaio 1356 fu promulgato il Blijde Inkomst, al fine di mantenere l'unità del Ducato di Brabante ed evitare una spartizione tra le figlie di Giovanni, Giovanna divenne duchessa di Brabante e duchessa di Limburgo.
Il marito di Margherita, il conte Luigi II di Fiandra, reclamava tuttavia la dote che Giovanni III aveva promesso, e che invece il successore Venceslao si rifiutava di versare; altro motivo di attrito era la somma che il Brabante ancora doveva alla contea delle Fiandre per l'acquisto della città di Malines. Luigi, occupata militarmente Malines, si diresse verso Bruxelles, che conquistò il 17 agosto 1356; altre città si arresero in breve ai fiamminghi.
Giovanna e Venceslao erano riparati a Maastricht con la corte, sotto la protezione del fratellastro maggiore di Venceslao, Carlo IV di Lussemburgo; nell'arco di pochi mesi i fiamminghi furono cacciati da Bruxelles e da molte altre località, mantenendo tuttavia il controllo di una parte del ducato. La pace fu conclusa ad Ath l'anno successivo, sotto la mediazione di Guglielmo III di Hainaut. Nel 1357, ottenute le città di Anversa e Mechelen, Margherita e Luigi II fecero pace coi cognati e restituirono il ducato, mantenendo il titolo, e garantendo ai loro discendenti il diritto di successione sui ducati di Brabante e Limburgo.
Nel 1368 Margherita, per ragioni sconosciute, scomparve dalla scena politica. Trasferitasi nella Contea di Rethel nel 1371, restò reclusa nella fortezza di Château-Regnault fino alla sua morte. Margherita morì probabilmente il 27 aprile 1380,  e fu sepolta a Lilla, nella chiesa di San Pietro..

## Figli
Margherita al marito Luigi II diede una sola figlia:
- Margherita di Male[14]  (1350-1405), contessa delle Fiandre, Nevers e Rethel e di Borgogna e Artois ed erede dei ducati di Brabante e Limburgo sposò il duca di Borgogna, Filippo II l'Ardito[28].

## Ascendenza
|                                                      |                                |                                                   | Genitori                                                 |  |  | Nonni |  |  | Bisnonni                                           |  |  | Trisnonni                                 |  |
|                                                      |                                |                                                   |                                                          |  |  |       |  |  | 8. Giovanni I, duca di Brabante, Lorena e Limburgo |  |  | 16. Enrico III, duca di Brabante e Lorena |  |
|                                                      |                                |                                                   |                                                          |  |  |       |  |  | 8. Giovanni I, duca di Brabante, Lorena e Limburgo |  |  | 16. Enrico III, duca di Brabante e Lorena |  |
|                                                      |                                | 17. Alice di Borgogna                             |                                                          |  |  |       |  |  | 8. Giovanni I, duca di Brabante, Lorena e Limburgo |  |  |                                           |  |
| 4. Giovanni II, duca di Brabante, Lorena e Limburgo  |                                |                                                   |                                                          |  |  |       |  |  | 8. Giovanni I, duca di Brabante, Lorena e Limburgo |  |  |                                           |  |
|                                                      |                                | 9. Margherita di Dampierre                        | 18. Guido di Dampierre, conte di Fiandra                 |  |  |       |  |  |                                                    |  |  |                                           |  |
|                                                      |                                | 9. Margherita di Dampierre                        | 18. Guido di Dampierre, conte di Fiandra                 |  |  |       |  |  |                                                    |  |  |                                           |  |
|                                                      |                                | 9. Margherita di Dampierre                        | 19. Matilde di Béthune                                   |  |  |       |  |  |                                                    |  |  |                                           |  |
| 2. Giovanni III, duca di Brabante, Lorena e Limburgo |                                | 9. Margherita di Dampierre                        |                                                          |  |  |       |  |  |                                                    |  |  |                                           |  |
|                                                      |                                | 10. Edoardo I, re d'Inghilterra                   | 20. Enrico III, re d'Inghilterra                         |  |  |       |  |  |                                                    |  |  |                                           |  |
|                                                      |                                | 10. Edoardo I, re d'Inghilterra                   | 20. Enrico III, re d'Inghilterra                         |  |  |       |  |  |                                                    |  |  |                                           |  |
|                                                      |                                | 10. Edoardo I, re d'Inghilterra                   | 21. Eleonora di Provenza                                 |  |  |       |  |  |                                                    |  |  |                                           |  |
| 5. Margherita d'Inghilterra                          |                                | 10. Edoardo I, re d'Inghilterra                   |                                                          |  |  |       |  |  |                                                    |  |  |                                           |  |
|                                                      |                                | 11. Eleonora di Castiglia                         | 22. Ferdinando III, re di Castiglia e León               |  |  |       |  |  |                                                    |  |  |                                           |  |
|                                                      |                                | 11. Eleonora di Castiglia                         | 22. Ferdinando III, re di Castiglia e León               |  |  |       |  |  |                                                    |  |  |                                           |  |
|                                                      |                                | 11. Eleonora di Castiglia                         | 23. Giovanna di Dammartin, contessa di Aumale e Ponthieu |  |  |       |  |  |                                                    |  |  |                                           |  |
| 1. Margherita di Brabante                            |                                | 11. Eleonora di Castiglia                         |                                                          |  |  |       |  |  |                                                    |  |  |                                           |  |
|                                                      | 12. Filippo III, re di Francia | 24. Luigi IX, re di Francia                       |                                                          |  |  |       |  |  |                                                    |  |  |                                           |  |
|                                                      | 12. Filippo III, re di Francia | 24. Luigi IX, re di Francia                       |                                                          |  |  |       |  |  |                                                    |  |  |                                           |  |
|                                                      | 12. Filippo III, re di Francia | 25. Margherita di Provenza                        |                                                          |  |  |       |  |  |                                                    |  |  |                                           |  |
| 6. Luigi, conte d'Évreux                             | 12. Filippo III, re di Francia |                                                   |                                                          |  |  |       |  |  |                                                    |  |  |                                           |  |
|                                                      |                                | 13. Maria di Brabante                             | 26. Enrico III, duca di Brabante e Lorena (= 16)         |  |  |       |  |  |                                                    |  |  |                                           |  |
|                                                      |                                | 13. Maria di Brabante                             | 26. Enrico III, duca di Brabante e Lorena (= 16)         |  |  |       |  |  |                                                    |  |  |                                           |  |
|                                                      |                                | 13. Maria di Brabante                             | 27. Alice di Borgogna (= 17)                             |  |  |       |  |  |                                                    |  |  |                                           |  |
| 3. Maria d'Évreux                                    |                                | 13. Maria di Brabante                             |                                                          |  |  |       |  |  |                                                    |  |  |                                           |  |
|                                                      |                                | 14. Filippo d'Artois, signore di Conches-en-Ouche | 28. Roberto II, conte d'Artois                           |  |  |       |  |  |                                                    |  |  |                                           |  |
|                                                      |                                | 14. Filippo d'Artois, signore di Conches-en-Ouche | 28. Roberto II, conte d'Artois                           |  |  |       |  |  |                                                    |  |  |                                           |  |
|                                                      |                                | 14. Filippo d'Artois, signore di Conches-en-Ouche | 29. Amica di Courtenay                                   |  |  |       |  |  |                                                    |  |  |                                           |  |
| 7. Margherita d'Artois                               |                                | 14. Filippo d'Artois, signore di Conches-en-Ouche |                                                          |  |  |       |  |  |                                                    |  |  |                                           |  |
|                                                      |                                | 15. Bianca di Bretagna                            | 30. Giovanni II, duca di Bretagna                        |  |  |       |  |  |                                                    |  |  |                                           |  |
|                                                      |                                | 15. Bianca di Bretagna                            | 30. Giovanni II, duca di Bretagna                        |  |  |       |  |  |                                                    |  |  |                                           |  |
|                                                      |                                | 15. Bianca di Bretagna                            | 31. Beatrice d'Inghilterra                               |  |  |       |  |  |                                                    |  |  |                                           |  |
|                                                      |                                | 15. Bianca di Bretagna                            |                                                          |  |  |       |  |  |                                                    |  |  |                                           |  |

### Letteratura storiografica
- Henry Pirenne, "I Paesi Bassi", cap. XII, vol. VII (L'autunno del Medioevo e la nascita del mondo moderno) della Storia del Mondo Medievale, 1999, pp. 411–444.
- (FR)  Trophées tant sacrés que profanes du duché de Brabant.